# Лавринова, Ирина Викторовна
Ирина Викторовна Лавринова (род. 7 апреля 1958) — советская и российская театральная актриса.

## Биография
Ирина Лавринова родилась 7 апреля 1958 года.
Окончила Театральное училище им. М. С. Щепкина в 1982 году. Будучи студенткой, снялась в главной роли в музыкальном фильме режиссёра Альфреда Шестопалова «Девушка и море».
С 1983 года — актриса Рязанского государственного областного театра драмы.

## Творчество

### Роли в театре

#### Рязанский государственный областной театр драмы
- «Укравший ногу — счастлив в любви» Дарио Фо — Агент полиции
- «Маскарад» М. Ю. Лермонтова — Хозяйка бала
- «Аленький цветочек» по сказке Сергея Аксакова — Баба-Яга
- «Любовь до потери памяти» Валентина Красногорова — Марина
- Элисон Форбс Барретт - «История любви»
- Графиня де Воланж - «Опасные связи»
- Жанет Фишер - "Последний пылкий влюбленный"

### Фильмография
- 1981 — Девушка и море — Вера
- 2011 — Гражданка начальница. Продолжение — Вероника